# Гваделупский аратинга
Гваделупский аратинга (лат. Aratinga labati) — вымершая птица семейства попугаевых.

## Внешний вид
Небольшой попугай, известный только по описанию Жан-Батиста Лаба, сделанному им в 1722 году в его произведении «Nouveau Voyage aux isles l’Amérique». Основная окраска оперения зелёная. На голове несколько красных перьев. Клюв светлый, почти белый.

## Распространение
Был эндемиком Гваделупы. Вымер в XVIII веке, вероятно из-за неконтролируемой охоты.

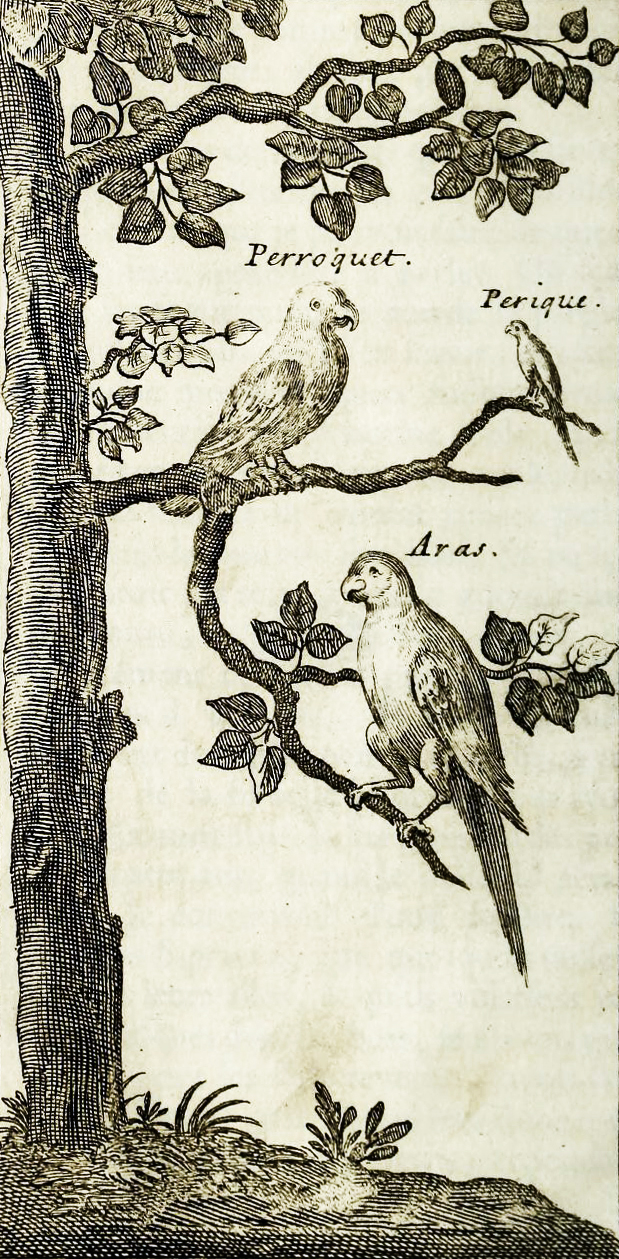
Guadeloupe Psittaciformes.Labat